# Hajo Gies
Hajo Gies (* 16. März 1945 in Lüdenscheid) ist ein deutscher Film- und Fernsehregisseur.

## Biografie
Nach dem Abitur am Zeppelin-Gymnasium in Lüdenscheid studierte Hajo Gies von 1965 bis 1968 Soziologie in Frankfurt. Ab 1968 nahm er ein Studium an der neugegründeten Hochschule für Fernsehen und Film München auf. Ab Mitte der 1970er Jahre machte er sich als Regisseur von Fernsehfilmen, insbesondere des ARD-Tatorts, einen Namen. Gemeinsam mit Bernd Schwamm schuf Gies die Kultfigur Horst Schimanski. Von 1981 an setzte er Götz George in dieser Rolle in insgesamt fünfzehn Tatorten und Filmen der Schimanski-Reihe in Szene. Aufgrund der großen Popularität starteten zwei dieser Filme, Zahn um Zahn und Zabou, im Kino und wurden erst später im Fernsehen ausgestrahlt. Für die Tatort-Folge Moltke wurde Gies 1989 mit dem Adolf-Grimme-Preis mit Gold ausgezeichnet. 1992 erhielt er gemeinsam mit George den Bayerischen Fernsehpreis für Der Fall Schimanski. Gies inszenierte neben Krimis auch komödiantische Stoffe, wie beispielsweise Alpenglühen, Liebe versetzt Berge – Alpenglühen II oder Ein Sack voll Geld.
Hajo Gies’ Vater war der 2008 verstorbene Medienpädagoge und Hochschulprofessor Heinz Gies. Sein jüngerer Bruder Martin Gies ist Drehbuchautor und ebenfalls Regisseur. Mit ihm arbeitete er unter anderem beim Tatort Das Mädchen von gegenüber zusammen. 2005 heiratete Gies seine langjährige Lebenspartnerin, die Schauspielerin Brigitte Janner. Das Paar lebt in Hamburg.

## Filmografie
- 1972: Nocturno
- 1976: Inspektion Lauenstadt – Zwei Hinterbliebene (Fernsehserie)
- 1976: Die Ilse ist weg (Drehbuch)
- 1977: Tatort – Das Mädchen von gegenüber
- 1978: Tatort – Der Feinkosthändler
- 1978: Schwüle Tage
- 1981: Tatort – Duisburg-Ruhrort
- 1981: Beate und Mareile
- 1982: Tatort – Der unsichtbare Gegner
- 1982: Tatort – Kuscheltiere
- 1983: Ruhe sanft, Bruno
- 1984: Tatort – Kielwasser
- 1984: Tatort – Zweierlei Blut
- 1985: Zahn um Zahn (Kino-Ableger der Tatort-Reihe)
- 1985: Tatort – Doppelspiel
- 1987: Zabou (Kino-Ableger der Tatort-Reihe)
- 1988: Tatort – Gebrochene Blüten
- 1988: Tatort – Moltke
- 1988: Das Traumauto
- 1990: Tassilo – Ein Fall für sich (Fernsehserie)
- 1991: Tatort – Der Fall Schimanski
- 1992: Ein Fall für zwei – Geld verjährt nicht
- 1992: Vogel und Osiander
- 1993: Alarm in Sköldgatan (Brandbilen som försvann)
- 1993: Maus und Katz
- 1994: Die Tote von Amelung
- 1996: Die Gang – 13-teilige Krimiserie, 4 Folgen
- 1997: Schimanski – Hart am Limit
- 1997: Schimanski – Blutsbrüder
- 1997: Der Rote Schakal
- 1998: Schimanski – Rattennest
- 1999: Schimanski – Sehnsucht
- 1999: Tatort – Dagoberts Enkel
- 1999: Die Handschrift des Mörders
- 2000: Die Spur meiner Tochter
- 2001: Bargeld lacht
- 2002: Ein Sack voll Geld
- 2003: Tatort – Rotkäppchen
- 2003: Tatort – Atlantis
- 2003: Alpenglühen
- 2003: Weihnachten im September
- 2004: Tatort – Abseits
- 2004: Ein Engel namens Hans-Dieter
- 2004: Der Job seines Lebens 2 – Wieder im Amt
- 2004: Männer im gefährlichen Alter
- 2005: Heirate meine Frau
- 2005: Alpenglühen zwei – Liebe versetzt Berge
- 2005: Die Nonne und der Kommissar
- 2006: Tatort – Blutschrift
- 2006: Bunte Bonbons
- 2007: Tatort – Die Falle
- 2007: Heimweh nach drüben
- 2008: Tatort – Ausweglos
- 2009: Die Nonne und der Kommissar – Todesengel
- 2008: Polizeiruf 110 – Wolfsmilch
- 2009: Tatort – Falsches Leben
- 2009: Die göttliche Sophie
- 2010: Der Bulle und das Landei – Tödliches Heimweh
- 2011: Die göttliche Sophie – Das Findelkind
- 2012: Zum Kuckuck mit der Liebe
- 2012: Mord in bester Gesellschaft – Der Tod der Sünde

## Auszeichnungen
- 1989: Adolf-Grimme-Preis mit Gold für Tatort: Moltke (zusammen mit Götz George und Eberhard Feik)
- 1992: Bayerischer Fernsehpreis für Tatort: Der Fall Schimanski